# FanDuel Sports Network Midwest
Fox Sports Midwest est une chaîne de télévision sportive régionale américaine appartenant à Diamond Sports Group qui diffuse des événements sportifs dans la partie est et centrale du Missouri, la partie centrale et sud de l'Illinois, la partie sud de l'Indiana, le Nebraska, et Iowa.
Fox Sports Midwest contient deux sous-canaux :
- Fox Sports Kansas City (en) (à la suite d'une entente avec les Royals de Kansas City) ;
- Fox Sports Indiana (en) (matchs des Pacers de l'Indiana et du Fever de l'Indiana).

## Programmation
La chaîne diffuse les matchs des équipes professionnelles suivantes :
- Cardinals de Saint-Louis (MLB) ;
- Blues de Saint-Louis (LNH).

ainsi que la couverture des sports collégiaux suivants :
- Missouri Valley Conference ;
- Tigers du Missouri ;
- Billikens de Saint-Louis ;
- Wildcats de Kansas State ;
- Cornhuskers du Nebraska.